# Yuna Kasai
Yuna Kasai (jap. 葛西 優奈, Kasai Yuna; * 4. Februar 2004 in Sapporo, Hokkaidō) ist eine japanische Nordische Kombiniererin. Bei den Nordischen Skiweltmeisterschaften 2025 in Trondheim gewann sie Gold im Massenstart.

## Werdegang

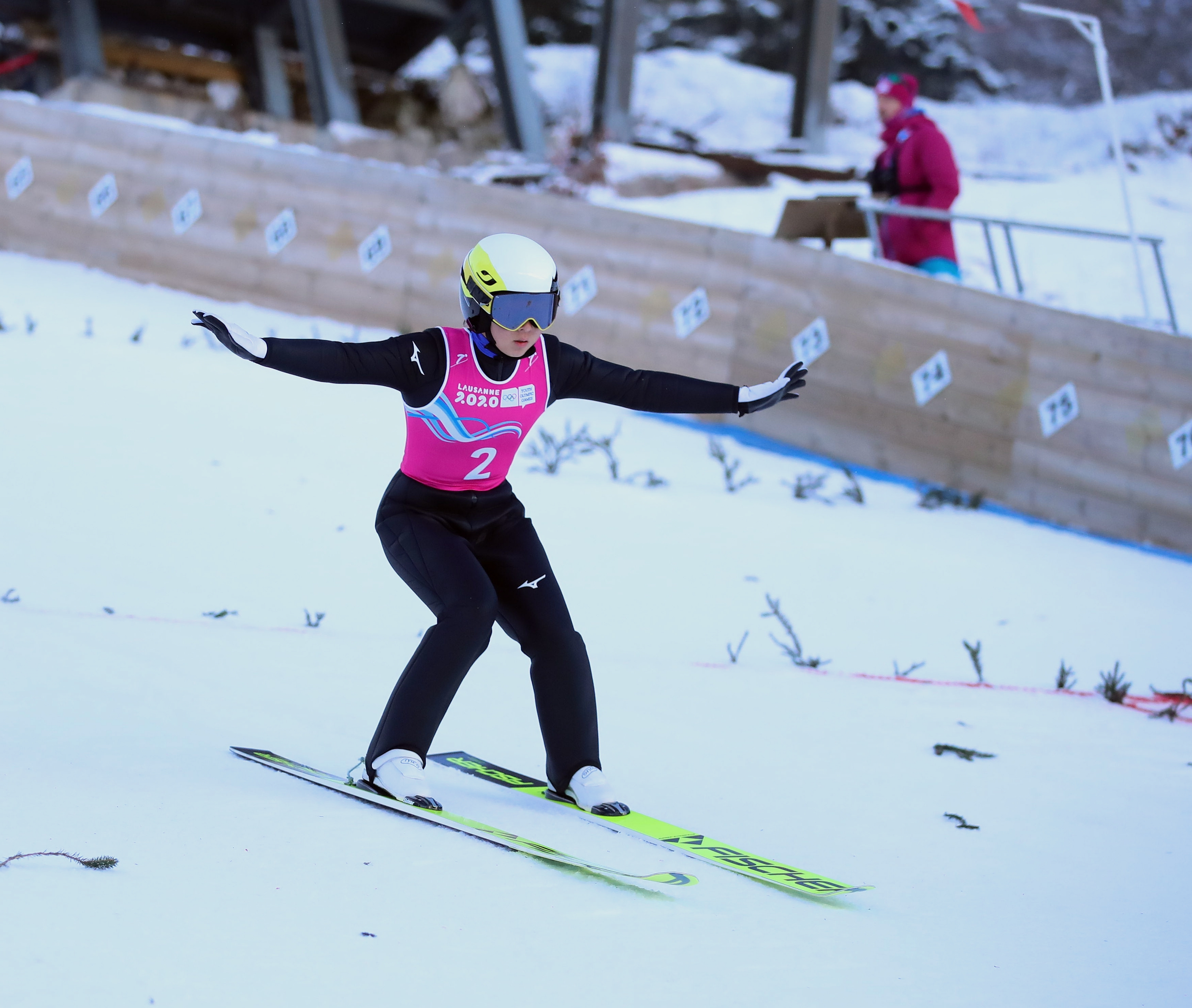
Kasai 2020 in Prémanon

Kasai nahm bereits als Vierzehnjährige an den erstmals ausgetragenen japanischen Meisterschaften in der Nordischen Kombination Ende März 2018 in Nayoro teil und verpasste dabei als Vierte um rund 38 Sekunden die Medaillenränge. Ein Jahr später holte sie als Zweite hinter Ayane Miyazaki ihre erste nationale Medaille in Hakuba. Ihr internationales Debüt gab sie wenige Wochen vor ihrem sechzehnten Geburtstag bei den Olympischen Jugend-Winterspielen 2020 in Lausanne, wo sie im Skisprungwettbewerb Sechste wurde. Am 22. Februar 2020 debütierte sie in Eisenerz im Continental Cup der Nordischen Kombination, welcher in der damaligen Saison die höchste Wettkampfserie darstellte. Kasai erreichte sowohl im Massenstart als auch im Gundersen Einzel den neunten Rang und konnte so ihre ersten Continental-Cup-Punkte gewinnen. Bei den Nordischen Junioren-Skiweltmeisterschaften 2020 anderthalb Wochen später in Oberwiesenthal belegte sie den dreizehnten Rang.
Im Sommer 2020 fanden aufgrund der COVID-19-Pandemie sowohl im Skispringen als auch in der Nordischen Kombination kaum internationale Wettbewerbe statt, weshalb sie die gesamte Vorbereitung in Japan verbrachte. Bei den japanischen Meisterschaften im Skispringen 2020 in Hakuba belegte sie den sechsten Platz von der Normalschanze. Für den historisch ersten Weltcup-Wettbewerb der Frauen in der Nordischen Kombination stand Kasai im japanischen Kader. Am Tag vor dem Wettkampf wurden allerdings Mitglieder des japanischen Trainerstabs positiv auf das Virus SARS-CoV-2 getestet, weshalb die japanischen Athletinnen vom Training sowie dem provisorischen Wettkampfsprung ausgeschlossen wurden. Nachdem die folgenden Tests bei den Sportlerinnen negativ ausfielen, durften sie schließlich doch am Wettbewerb nach der Gundersen-Methode teilnehmen. So gab Kasai am 18. Dezember 2020 ihr Weltcup-Debüt und belegte dabei den vierzehnten Platz. Am Auftaktwochenende der Continental-Cup-Saison in Eisenerz erzielte Kasai am ersten Wettkampftag mit dem sechsten Rang ihr bis dato bestes Ergebnis in dieser Wettkampfserie. An den beiden folgenden Tagen konnte sie aufgrund verglichen schwächerer Sprünge nicht daran anknüpfen und belegte die Plätze 18 und 21. Bei den Nordischen Junioren-Skiweltmeisterschaften 2021 in Lahti brachte sie sich hingegen mit der fünftbesten Sprungleistung in eine gute Ausgangsposition, verpasste aber letztlich als Vierte die Medaillenränge um rund 23 Sekunden. Zwei Tage später wurde sie gemeinsam mit Yūto Nishikata, Ayane Miyazaki und Kodai Kimura Fünfte im Mixed-Team. Wenige Wochen später nahm Kasai an der historisch ersten Medaillenentscheidung der Nordischen Kombiniererinnen bei Nordischen Skiweltmeisterschaften in Oberstdorf teil. Kasai ging mit fast zwei Minuten Rückstand auf die Führende auf die Loipe und belegte letztlich mit einer ausgeglichenen Leistung den 16. Platz.
In der Weltcup-Saison 2021/22 war Kasai von Beginn an Teil des japanischen Aufgebots. Am 11. Dezember 2021 erreichte sie als Dritte beim Massenstart-Wettbewerb in Otepää erstmals das Podium im Weltcup. Diese Platzierung wiederholte sie eine Woche später in Ramsau am Dachstein. Bei den Nordischen Junioren-Skiweltmeisterschaften 2022 in Zakopane beendete Kasai das Einzelrennen nicht und nahm anschließend auch nicht am abschließenden Weltcup-Wochenende in Schonach teil. In der Gesamtweltcupwertung wurde sie Achte. In der folgenden Weltcup-Saison knüpfte Kasai an ihre Leistungen des Vorjahres an und erreichte regelmäßig die besten Zehn. Zudem nahm sie an den World University Games in Lake Placid teil, bei der Kasai im Gundersen Einzel die Silber- sowie im Massenstart die Goldmedaille gewann. Am 11. Februar erreichte sie beim Wettbewerb in Schonach den dritten Rang, ihre einzige Podestplatzierung im Weltcup der Saison. Kasai wurde im Einzelwettbewerb bei den Nordischen Skiweltmeisterschaften 2023 in Planica Fünfte. Gemeinsam mit Ryōta Yamamoto, Haruka Kasai und Akito Watabe belegte sie auch im Mixed-Team den fünften Platz. Die Saison schloss Kasai auf dem sechsten Rang in der Gesamtweltcupwertung ab. In der Sprungwertung war sie Fünfte, wohingegen sie in der Laufwertung Zwölfte wurde. Kasai reihte sich zu Beginn der Weltcup-Saison 2023/24 meist im Mittelfeld ein, erst Ende Januar 2024 erreichte sie als Siebte in Schonach die besten Zehn. Ihr bestes Saisonergebnis war der sechste Platz beim Gundersen-Rennen in Otepää. In der Gesamtweltcupwertung wurde sie Neunte.
Erster Weltcupsieg und Weltmeistertitel in Trondheim
Im Winter 2024/25 gehörte Kasai zu den besten Springerinnen des Weltcups. Sie lief regelmäßig unter die besten Zehn. Am 7. Februar 2025 gewann Kasai ihren ersten Weltcup-Wettbewerb, als sie den Massenstart in Otepää vor ihrer Schwester Haruka und der Deutschen Jenny Nowak beendete. Bei den Nordischen Skiweltmeisterschaften 2025 in Trondheim gewann Kasai die Goldmedaille im Massenstart. Sie hatte sowohl im Lang- als auch im Sprunglauf die drittbeste Leistung gezeigt und sich damit den Weltmeistertitel vor Gyda Westvold Hansen gesichert. Es war die erste Goldmedaille für eine japanische Frau in der Nordischen Kombination. Tags darauf verpasste sie gemeinsam mit Akito Watabe, Haruka Kasai und Ryōta Yamamoto knapp als Vierte das Podest im Mixed-Team. Auch im Gundersen Einzel blieb sie als Sechste den Medaillenrängen fern. In der Gesamtweltcupwertung wurde sie Vierte.

## Privates
Yunas Zwillingsschwester Haruka Kasai ist ebenfalls als Nordische Kombiniererin aktiv. Zusammen besuchten sie die Nishino Junior High School, ehe sie auf die Sapporo Highschool der Tōkai-Universität wechselten. Anschließend begannen beide ein Studium in der Fakultät für Sportwissenschaften an der Waseda-Universität. Zum japanischen Skispringer Noriaki Kasai besteht kein Verwandtschaftsverhältnis.

## Erfolge

### Weltcup-Siege im Einzel
| Nr. | Datum           | Ort    | Disziplin                 |
| --- | --------------- | ------ | ------------------------- |
| 1.  | 7. Februar 2025 | Otepää | Massenstart Normalschanze |

## Statistik

### Platzierungen bei Weltmeisterschaften
| Jahr und Ort    | Wettbewerb | Wettbewerb  | Wettbewerb |
| Jahr und Ort    | Gundersen  | Massenstart | Mixed-Team |
| --------------- | ---------- | ----------- | ---------- |
| 2021 Oberstdorf | 16.        | —           | —          |
| 2023 Planica    | 05.        | —           | 05.        |
| 2025 Trondheim  | 06.        | 01.         | 04.        |

### Weltcup-Platzierungen
| Saison  | Platz | Punkte |
| ------- | ----- | ------ |
| 2020/21 | 14.   | 018    |
| 2021/22 | 08.   | 258    |
| 2022/23 | 06.   | 398    |
| 2023/24 | 09.   | 603    |
| 2024/25 | 04.   | 854    |

### Continental-Cup-Platzierungen
| Saison  | Platz | Punkte |
| ------- | ----- | ------ |
| 2019/20 | 28.   | 058    |
| 2020/21 | 25.   | 063    |
| 2021/22 | 20.   | 045    |